# Садгуріс моедані-2
41°43′21″ пн. ш. 44°47′51″ сх. д. / 41.72250° пн. ш. 44.79750° сх. д.
Садгуріс моедані-2 («Вокзальна площа», груз. სადგურის მოედანი) (до 2011 року обидві станції пересадного вузла називалися Вагзліс моедані (ვაგზლის მოედანი)) — станція Сабурталінської лінії Тбіліського метрополітену. Пересадна станція, єдиний пересадний вузол у Тбіліському метрополітені.
Відкрита 15 вересня 1979. Перехід на Ахметелі-Варкетільську лінію (на станцію Садгуріс моедані-1). Два виходи — один разом із Садгуріс моедані-1 на Центральний вокзал Тбілісі, інший до проспекту Цотне Дадіані.
Односклепінна глибокого закладення. Колійні стіни оздоблені чорним мармуром. Вихід — на місток у центрі залу. По торцях виходів немає. Якщо стояти обличчям у напрямку відходячих поїздів, то коридор з містка ліворуч — до тристрічкового ескалатору на вокзал; праворуч спуск по сходах на станцію 1-ї лінії, прямо — тристрічкові ескалатори в місто.

## Ресурси Інтернету
- Тбіліський метрополітен(англ.)
- Тбіліський метрополітен(груз.)